# Bill Ladbury
Bill Ladbury (* 14. Oktober 1891 in London; † 27. Juni 1917 in Frankreich) war ein britischer Boxer im Fliegengewicht.

## Profikarriere
Im November 1908 trug Ladbury seinen ersten professionellen Kampf aus, knapp drei Jahre später errang er seinen ersten nationalen Titel. Am 2. Juni 1913 boxte er gegen Sid Smith um den britischen, europäischen und den Welttitel und gewann durch technischen K. o. in Runde 11. Diesen Titel verlor er bereits bei dessen erster Verteidigung im Januar des darauffolgenden Jahres an Percy Jones in einem Kampf über 20 Runden einstimmig nach Punkten. 
Im Jahre 1917 beendete Bill Ladbury seine Karriere. Im gleichen Jahr starb er als britischer Soldat in Frankreich.